# 彼得·梅达沃
彼得·布萊恩·梅达沃爵士 OM CH CBE FRS（/ˈmɛdəwər/，1915年2月28日—1987年10月2日）是一名出生於巴西的英國生物學家和作家，他關於移植排斥反應的著作和獲得性免疫耐受的發現對組織和器官移植的醫學實踐具有奠基性的意義。他的科學著作使他被譽為「器官移植之父」。他因其本人和通俗作品中的機智而為人們所銘記。理查德·道金斯稱他為「最機智的科學作家」；史蒂芬·古爾德稱他為「我所認識的最聰明的人」。
梅達瓦爾是家裡最小的孩子，父親是黎巴嫩人，母親是英國人，出生時即是巴西公民，也是英國公民。他曾就讀於馬爾伯勒學院和牛津大學莫德林學院，並在伯明翰大學和倫敦大學學院擔任動物學教授。他在腦梗塞半身不遂之前擔任磨坊山國家醫學研究所所長。他與博士生萊斯里·布倫特和博士後研究員魯伯特·E·比林漢一起，證明弗蘭克·麥克法蘭·伯內特爵士從理論上預言的後天免疫耐受性原理（免疫系統對某些分子無反應的現象）。這成為組織和器官移植的基礎。由於發現獲得性免疫耐受性，他和伯內特共同獲得1960年諾貝爾生理學或醫學獎。

## 外部連結
- 诺贝尔官方网站关于彼得·梅达沃介绍 （页面存档备份，存于）